# Jes Bundsen
Jes Bundsen (16. september 1766 - 22. september 1829) var en dansk landskabsmaler og gravør.
Bundsen blev født i Assens i 1766. Han gik på Kunstakademiet i 1786 og studerede herefter i Dresden. Han blev lærer i tegning og maleri i Hamborg og i Altona. Han døde i Altona i 1829. Han malede hovedsagelig i nærheden af de steder, hvor han boede, samt interiør i kirker. Han gravede adskillige plader og praktiserede også litografi i en vis udstrækning.
Han var bror til arkitekten Axel Bundsen.